# Grand Prix automobile d'Espagne 1935
Le Grand Prix d'Espagne 1935 est un Grand Prix comptant pour le Championnat d'Europe des pilotes, qui s'est tenu sur le circuit de Lasarte le 22 septembre 1935.

## Grille de départ
| 1re ligne | Pos. 1                        |                       | Pos. 2               |                   | Pos. 3                   |
|           | Wimille Bugatti               |                       | Rosemeyer Auto Union |                   | Varzi Auto Union         |
| 2e ligne  |                               | Pos. 4                |                      | Pos. 5            |                          |
|           |                               | Fagioli Mercedes-Benz |                      | Stuck Auto Union  |                          |
| 3e ligne  | Pos. 6                        |                       | Pos. 7               |                   | Pos. 8                   |
|           | Benoist Bugatti               |                       | Siena Maserati       |                   | Nuvolari Alfa Romeo      |
| 4e ligne  |                               | Pos. 9                |                      | Pos. 10           |                          |
|           |                               | *                     |                      | Chiron Alfa Romeo |                          |
| 5e ligne  | Pos. 11                       |                       | Pos. 12              |                   | Pos. 13                  |
|           | Von Brauchitsch Mercedes-Benz |                       | Lehoux Maserati      |                   | Caracciola Mercedes-Benz |
| 6e ligne  |                               | Pos. 14               |                      | Pos. 15           |                          |
|           |                               | Sommer Alfa Romeo     |                      | Léoz-Abad Bugatti |                          |

Note :
* Paul Pietsch qualifié en neuvième position ne prend pas le départ.

## Course

### Déroulement de la course
Dès le départ de la course, Stuck sur son Auto Union prend le commandement de la course suivi par Rosemeyer, Fagioli et Caracciola.
Varzi revient aux stands après un seul tour, le visage ruisselant de sang après qu'une pierre eut brisé le pare-brise.
Pietsch reprend son Auto Union. Rosemeyer, victime du même incident est plus chanceux et s'en sort indemne. Pendant l'arrêt pour réparer le saute-vent, Fagioli alors huitième le dépasse.
Au tour suivant, c'est au tour du pare-brise de Fagioli d'être victime des pierres sur la piste.
La course est menée par Stuck, suivi de Fagioli, Caracciola, Wimille et Chiron.
À son tour, Pietsch rentre pour réparer son pare-brise et rend sa voiture à Varzi.
Ce dernier ressort des stands neuvième et réalisa aussitôt le tour le plus rapide de la journée.
Nuvolari alors huitième est le premier à abandonner alors qu'il inaugure la nouvelle Alfa Romeo 8C.
Von Brauchitsch remonte et se retrouve à la cinquième place pendant que Caracciola double Fagioli. Ce dernier se retrouve en deuxième position et prend Stuck en chasse.
Au treizième tour Stuck, qui est toujours en tête, rentre aux stands pour ravitailler. À sa sortie des stands, sa boîte de vitesses se bloque sur le quatrième rapport et, dès le tour suivant, il se retire. Victime du même problème, Varzi cède de nouveau sa voiture à Pietsch.
Caracciola, en tête aux deux tiers de la course, dispose d'une avance confortable de soixante-et-onze secondes sur Fagioli.
L'ordre en tête n'évolue pas et Von Brauchitsch complète le podium, victorieux de son duel avec Wimille.

### Classement de la course
| Pos. | no | Pilote                     | Écurie                 | Châssis            | Tours | Temps/Abandon             | Grille | Points |
| ---- | -- | -------------------------- | ---------------------- | ------------------ | ----- | ------------------------- | ------ | ------ |
| 1    | 26 | Rudolf Caracciola          | Daimler-Benz AG        | Mercedes-Benz W25B | 30    | 3 h 9 min 54 s 4          | 13     | 1      |
| 2    | 8  | Luigi Fagioli              | Daimler-Benz AG        | Mercedes-Benz W25B | 30    | + 43 s 0                  | 4      | 2      |
| 3    | 22 | Manfred von Brauchitsch    | Daimler-Benz AG        | Mercedes-Benz W25B | 30    | + 2 min 14 s 6            | 11     | 3      |
| 4    | 2  | Jean-Pierre Wimille        | Automobiles E. Bugatti | Bugatti Type 59    | 30    | + 2 min 55 s 4            | 1      | 4      |
| 5    | 4  | Bernd Rosemeyer            | Auto Union             | Auto Union Type B  | 30    | + 5 min 51 s 6            | 2      | 4      |
| 6    | 12 | Robert Benoist             | Automobiles E. Bugatti | Bugatti Type 59    | 29    | + 1 tour                  | 6      | 4      |
| Abd. | 20 | Louis Chiron               | Scuderia Ferrari       | Alfa Romeo Tipo B  | 28    | Pilote malade             | 10     | 4      |
| 7    | 28 | Raymond Sommer             | Privé                  | Alfa Romeo Tipo B  | 27    | + 3 tours                 | 14     | 4      |
| 8    | 22 | Marcel Lehoux              | Scuderia Subalpina     | Maserati 6C-34     | 25    | + 5 tours                 | 12     | 4      |
| Abd. | 6  | Achille Varzi Paul Pietsch | Auto Union             | Auto Union Type B  | 25    | Piston                    | 3      | 4 n/a  |
| Abd. | 30 | Genaro Léoz-Abad           | Privé                  | Bugatti Type 51    | 22    |                           | 15     | 5      |
| Abd. | 10 | Hans Stuck                 | Auto Union             | Auto Union Type B  | 14    | Transmission              | 5      | 6      |
| Abd. | 16 | Tazio Nuvolari             | Scuderia Ferrari       | Alfa Romeo 8C-35   | 8     | Suspension                | 8      | 6      |
| Abd. | 14 | Eugenio Siena              | Scuderia Subalpina     | Maserati 6C-34     | 2     | Mécanique                 | 7      | 7      |
| Np.  | 12 | Piero Taruffi              | Automobiles E. Bugatti | Bugatti Type 59    |       | Non partant               |        | 8      |
| Np.  | 18 | Paul Pietsch               | Auto Union             | Auto Union Type B  |       | Pilote de réserve, essais | 9      | 8      |

- Légende: Abd.=Abandon ; Np.=Non partant.
- Achille Varzi cède sa voiture à Paul Pietsch, après qu'il a reçu des éclats de verre au visage car une pierre a brisé son pare-brise. Après le traitement, Varzi reprend la voiture, mais il la redonne à Pietsch après avoir rencontré un problème de boîte de vitesses.

## Pole position et record du tour
- Pole position :  Jean-Pierre Wimille (Bugatti).
- Tour le plus rapide :  Achille Varzi (Auto Union) en 5 min 58 s 0.